# 郭子猷 (政治人物)
郭子猷（1921年5月15日—1971年2月11日），原名郭堅，中國共產黨黨員，江蘇省東台縣栟茶人。栟茶中學畢業，台中市立第一中學教員，因史與為案被判處死刑，1971年2月11日槍決。

## 生平
郭子猷，原名郭堅，1921年生，江蘇省東台縣栟茶人，1939年時，就讀栟茶中學時受教官徐靜漁介紹加入中國共產黨，隸屬栟茶支部，1940年新四軍一師進駐栟茶，東台縣建立抗日民主政府，司令部設在史與為家。郭子猷與史與為、繆荷榮一齊加入徐靜漁所組織的栟茶文工隊，做抗日宣傳並吸收黨員，其間吸收徐星五、沈寶鈞入黨。
1941年6月郭子猷栟茶中學畢業回馬莊鄉組織青年抗敵同志會，同年8月擔任馬莊鄉民兵大隊長兼鄉黨支部書記，組織民兵協助征糧。1942年調蔡家樓小學任教，郭子猷兼中共蔡莊鄉學委會書記。以栟茶小學教員為掩護進入汪精卫政权國民政府，設法蒐集其軍力配備情況，被南京國民政府逮捕，由同鄉繆紀官保釋出獄。
1943年2月郭子猷擔任荷花園小學教員兼中共蔡莊鄉第一支部書記，1944年奉黨組織之命前往上海，組織關係轉至泰東縣委姚絡領導，1945年中共中央政治部派遣郭子猷設法打入國民政府組織，1946年郭子猷順利進入中統，在上海直接稅局工作。
1948年9月郭子猷組織關係轉入上海，任中共南市區委委員。1949年5月上海解放，史友善因擔任栟茶區公所職務而遭到同鄉檢舉送公安部門，由郭子猷出面說明後獲釋。
1949年9月，郭子猷受中共華東局派遣赴台發展組織、迎接解放。郭子猷與史與為，及史與為妻子繆瑞凝冒用李秉琳身份，從舟山定海搭乘軍艦來台灣。郭子猷在豐原中學任教，郭子猷透過其在中統的身分推薦史與為進入調查局工作，希望能利用機會掩護營救地下黨同志。
1958年調查局以郭子猷涉有匪嫌而將郭子猷逮捕，史與為設法庇護，使調查局將郭子猷的匪嫌案註銷。1964年史與為調為司法行政部調查局薦任七級專員，4月間調查局在偵辦“繆礦珍匪嫌案”時，林希鵬偶然發現史與為「在其家鄉陷匪期間有為匪工作情事」而展開調查，郭子猷與郭子淵、蔡文仲、蔡竹安、徐紫亭、張芫芬，隨著史與為入獄六人先後被捕。1971年2月11日，郭子猷與郭子淵、史與為一同槍決於台北。

## 紀念
趙鵬山輾轉的得知史與為遇害的事，將史與為與郭子猷眾人在大陸入黨與潛伏台灣的情形告知女兒趙衛平，向國家申請追認烈士，銘刻於如東烈士陵園之中，如東縣志將七位烈士事蹟記入史冊之中。
2013年10月 北京西山國家森林公園的無名英雄廣場上立有無名英雄紀念碑，為紀念來台灣在1950年代被處決「隱避戰線烈士」而設立，郭子猷銘刻於紀念碑上，為中共國家安全部追認之中華人民共和國烈士。

## 平反
2019年5月30日，促進轉型正義委員會第四批平反，依據促轉會第23次、第24次、第26次委員會議決議，撤銷受難者徐維琛君等2006人之刑事有罪判決暨其刑，其中(57)更字第 15 號及(59)勁需字第 5325 號，有關郭子猷意圖以非法之方法顛覆政府而著手實行之有罪判決暨其刑及沒收之宣告正式撤銷。